# Johann Gottfried Walther
Johann Gottfried Walther (Erfurt, Turíngia, 18 de setembre de 1684 - Weimar, Turíngia, 23 de març de 1748) fou un organista, compositor i musicòleg alemany. Walther era cosí per banda materna de Johann Sebastian Bach.
Parent i molt amic de Bach, que fou padrí en el bateig d'un fill de Walther, rebé les lliçons de Jakob Adlung i el mateix Bach, sent nomenat el 1702 organista de l'Església de Sant Tomàs, de la seva ciutat natal, i el 1707 organista de la cort a Weimar. Walther destacà per la seva ciència musical i pel seu art en transcriure i variar els corals per a orgue, gènere en el que no el superà només en Bach. En els últims anys es refredà molt l'amistat amb aquest a causa de la poca extensió que l'article Bach donà Walther en el seu diccionari.
Entre les seves composicions hi figuren un concert per a clave; preludi i fuga, així com un gran nombre d'obres manuscrites, algunes de les quals, les d'orgue, foren publicades en els volums XXVI i XXVII de Denkur deutscher Tonkunst, de Max Seiffert. Malgrat tot el que li donà més fama és el seu Musikalisches Lexikon oder musikalische Bibliothek (1732), que és la primera enciclopèdia biogràfica, bibliogràfica i tècnica de la música.

## El fill
Johann Cristòfol (Weimar, 1715-1771) fou un excel·lent organista i pianista i desenvolupà al càrrec de director de música i organista de la Catedral d'Ulm. Publicà algunes composicions.